# Йешаяху, Исраэль
Исраэль Йешаяху-Шараби (ивр. ישראל ישעיהו-שרעבי‎; род. 20 апреля 1908 года, Йемен — 20 июня 1979 года, Иерусалим) — израильский политик, депутат кнессета первых восьми созывов, министр почтовой связи Израиля (13-е и 14-е правительства Израиля).

## Биография
Исраэль Йешаяху-Шараби родился 20 апреля 1908 года в городе Саада, в семье йеменских евреев. Получил традиционное образование в хедере.
В молодости был активистом движения «Дор дэа». Переехал в Палестину в 1929 году, работал на виноградниках в окрестностях Ришон-ле-Циона и прокладке дорог.
Йешаяху-Шараби активно участвовал в жизни йеменской общины в Израиле, будучи членом Ассоциации йеменцев в Израиле. Исраэль Йешаяху был активистом Гистадрута, а в 1934—1948 годах возглавлял отдел репатриации евреев из Йемена и других исламских стран.
Совместно с Шимоном Гриди выпустил книгу «Из Йемена в Сион» (1938).
В 1948 году он работал заместителем секретаря правительства Израиля, а затем занимался вопросами репатриации йеменских евреев в Израиль, в это время была организована операция «Орлиные крылья».
В 1951 году Йешаяху стал депутатом кнессета, получив мандат Арье Шефтеля, ставшего мэром Ришон-ле-Циона. Затем он переизбирался в последующие семь созывов парламента.
В разное время Йешаяху работал в законодательной комиссии, комиссии по услугам населению, комиссии по внутренним делам, комиссии по образованию и культуре, комиссии по иностранным делам и безопасности. Возглавлял домашнюю комиссию кнессета в седьмом созыве израильского парламента.
Должность министра почтовой связи он получил в правительстве Леви Эшколя, а также в первом правительстве Голды Меир. Затем, в 1970 году, Йешаяху был избран генеральным секретарем партии Авода.
В кнессет 9-го созыва не баллотировался.
Йешаяху скончался 20 июня 1979 года на семьдесят втором году жизни. В браке с Раной Бадихи (ивр. רנה בדיחי‎) у него было трое детей: Авиноам, Наама и Гилад.